# Hribi, Sežana
Hribi so naselje v Občini Sežana.